# Списак министара унутрашњих послова Србије
На овој страни налази се списак министара унутрашњих послова Србије.

## Србија у Првом српском устанку(1805—1813)
| Слика | Име и презиме (Године рођења и смрти) | Почетак мандата | Крај мандата | Белешка                                              |
| ----- | ------------------------------------- | --------------- | ------------ | ---------------------------------------------------- |
|       | Јаков Ненадовић (1765—1836)           | 1811.           | 1813.        | Функција министра унутрашњих послова је успостављена |

## Кнежевина Србија(1834—1882)
| Слика | Име и презиме (Године рођења и смрти) | Почетак мандата     | Крај мандата        | Белешка |
| ----- | ------------------------------------- | ------------------- | ------------------- | --- |
|       | Ђорђе Протић (1793–1857)              | 23. април 1834.     | 15. фебруар 1835.   | Министар унутрашњих послова у Размотрилишту попечитељства                                                         |
|       | Димитрије Давидовић (1789–1838)       | 15. фебруар 1835.   | 28. март 1835.      | Министар унутрашњих послова у Законоизвршителној части Државног совјета                                           |
|       | Ђорђе Протић (1793–1857)              | 28. март 1835.      | 16. мај 1840.       | Министар унутрашњих послова у Законоизвршителној части Државног совјета и у првој влади Аврама Петронијевића      |
|       | Цветко Рајовић (1793–1873)            | 16. мај 1840.       | 8. септембар 1842.  | Министар унутрашњих послова у влади Ђорђа Протића                                                                 |
|       | Тома Вучић Перишић (1788–1859)        | 8. септембар 1842.  | 20. јун 1843.       | Министар унутрашњих послова у другој и трећој влади Аврама Петронијевића                                          |
|       | Илија Гарашанин (1812–1874)           | 20. јун 1843.       | 22. април 1852.     | Министар унутрашњих послова у трећој и четвртој влади Аврама Петронијевића и првој влади Алексе Симића            |
|       | Александар Ненадовић (1815–1881)      | 22. април 1852.     | 6. октобар 1852.    | Министар унутрашњих послова у првој влади Илије Гарашанина                                                        |
|       | Алекса Симић (1800–1872)              | 6. октобар 1852.    | 26. март 1853.      | Министар унутрашњих послова у првој влади Илије Гарашанина                                                        |
|       | Александар Ненадовић (1815–1881)      | 26. март 1853.      | 26. децембар 1854.  | Министар унутрашњих послова у другој влади Алексе Симића                                                          |
|       | Стеван Книћанин (1807–1855)           | 26. децембар 1854.  | 1. јануар 1855.     | Министар унутрашњих послова у другој влади Алексе Симића                                                          |
|       | Стеван Магазиновић (1804–1874)        | 1. јануар 1855.     | 28. децембар 1855.  | Министар унутрашњих послова у другој влади Алексе Симића                                                          |
|       | Радован Дамњановић                    | 28. децембар 1855.  | 28. септембар 1856. | Министар унутрашњих послова у влади Алексе Јанковића и првој влади Стефана Марковића                              |
|       | Константин Николајевић (1821–1877)    | 28. септембар 1856. | 12. април 1858.     | Министар унутрашњих послова у трећој влади Алексе Симића и другој влади Стефана Марковића                         |
|       | Илија Гарашанин (1812–1874)           | 12. април 1858.     | 19. јануар 1859.    | Министар унутрашњих послова у влади Стевана Магазиновића                                                          |
|       | Стојан Јовановић Лешјанин             | 19. јануар 1859.    | 11. фебруар 1859.   | Вршилац дужности министра унутрашњих послова у влади Стевана Магазиновића                                         |
|       | Миливоје Јовановић                    | 11. фебруар 1859.   | 4. јул 1859.        | Министар унутрашњих послова у влади Стевана Магазиновића и влади Цветка Рајовића                                  |
|       | Јеврем Грујић (1827–1895)             | 4. јул 1859.        | 4. август 1859.     | Вршилац дужности министра унутрашњих послова у влади Цветка Рајовића                                              |
|       | Владислав Вујовић                     | 4. август 1859.     | 21. фебруар 1860.   | Министар унутрашњих послова у влади Цветка Рајовића                                                               |
|       | Ђорђе Миловановић (1813–1885)         | 21. фебруар 1860.   | 8. новембар 1860.   | Министар унутрашњих послова у влади Цветка Рајовића                                                               |
|       | Никола Христић (1818–1911)            | 8. новембар 1860.   | 3. јул 1868.        | Министар унутрашњих послова у влади Филипа Христића, другој влади Илије Гарашанина и првој влади Николе Христића  |
|       | Радивоје Милојковић (1832–1888)       | 3. јул 1868.        | 31. август 1872.    | Министар унутрашњих послова у влади Ђорђа Ценића, влади Радивоја Милојковића и влади Миливоја Петровића Блазнавца |
|       | Марко Лазаревић                       | 31. август 1872.    | 14. април 1873.     | Министар унутрашњих послова у влади Миливоја Петровића Блазнавца                                                  |
|       | Јаков Туцаковић (1828–1889)           | 14. април 1873.     | 3. новембар 1873.   | Министар унутрашњих послова у првој влади Јована Ристића                                                          |
|       | Аћим Чумић (1836–1901)                | 3. новембар 1873.   | 3. фебруар 1875.    | Министар унутрашњих послова у влади Јована Мариновића и влади Аћим Чумић                                          |
|       | Данило Стефановић (1815–1886)         | 3. фебруар 1875.    | 31. август 1875.    | Министар унутрашњих послова у влади Данила Стефановића                                                            |
|       | Јеврем Грујић (1827–1895)             | 31. август 1875.    | 8. октобар 1875.    | Министар унутрашњих послова у првој влади Стевче Михаиловића                                                      |
|       | Љубомир Каљевић (1841–1907)           | 8. октобар 1875.    | 6. мај 1876.        | Министар унутрашњих послова у влади Љубомира Каљевића                                                             |
|       | Радивоје Милојковић (1832–1888)       | 6. мај 1876.        | 6. август 1879.     | Министар унутрашњих послова у другој влади Стевче Михаиловића и другој влади Јована Ристића                       |
|       | Јаков Туцаковић (1828–1889)           | 6. август 1879.     | 17. јун 1880.       | Министар унутрашњих послова у другој влади Јована Ристића                                                         |
|       | Радивоје Милојковић (1832–1888)       | 17. јун 1880.       | 2. новембар 1880.   | Министар унутрашњих послова у другој влади Јована Ристића                                                         |
|       | Милутин Гарашанин (1843–1898)         | 2. новембар 1880.   | 3. октобар 1883.    | Обављао је функцију министра унутрашњих послова у влади Милана Пироћанца када је Србија проглашена краљевином     |

## Краљевина Србија(1882—1918)
| Слика | Име и презиме (Године рођења и смрти) | Почетак мандата     | Крај мандата        | Белешка |
| ----- | ------------------------------------- | ------------------- | ------------------- | --- |
|       | Милутин Гарашанин (1843–1898)         | 2. новембар 1880.   | 3. октобар 1883.    | Обављао је функцију министра унутрашњих послова у влади Милана Пироћанца када је Србија проглашена краљевином                           |
|       | Никола Христић (1818–1911)            | 3. октобар 1883.    | 19. фебруар 1884.   | Министар унутрашњих послова у другој влади Николе Христића                                                                              |
|       | Стојан Новаковић (1842–1915)          | 19. фебруар 1884.   | 14. мај 1885.       | Министар унутрашњих послова у првој влади Милутина Гарашанина                                                                           |
|       | Димитрије Маринковић (1835–1911)      | 14. мај 1885.       | 4. април 1886.      | Министар унутрашњих послова у другој влади Милутина Гарашанина                                                                          |
|       | Милутин Гарашанин (1843–1898)         | 4. април 1886.      | 13. јун 1887.       | Министар унутрашњих послова у трећој влади Милутина Гарашанина                                                                          |
|       | Радивоје Милојковић (1832–1888)       | 13. јун 1887.       | 31. децембар 1887.  | Министар унутрашњих послова у трећој влади Јована Ристића                                                                               |
|       | Светозар Милосављевић (1845–1921)     | 31. децембар 1887.  | 26. април 1888.     | Министар унутрашњих послова у првој влади Саве Грујића                                                                                  |
|       | Никола Христић (1818–1911)            | 26. април 1888.     | 6. март 1889.       | Председник владе и министар унутрашњих послова у трећој влади Николе Христића                                                           |
|       | Јован Бели-Марковић (1827–1906)       | 6. март 1889.       | 7. март 1889.       | Министар унутрашњих послова у влади Косте Протића                                                                                       |
|       | Коста Таушановић (1854–1902)          | 7. март 1889.       | 13. мај 1890.       | Министар унутрашњих послова у другој и трећој влади Саве Грујића                                                                        |
|       | Јован Ђаја (1846–1928)                | 13. мај 1890.       | 28. јануар 1891.    | Министар унутрашњих послова у трећој влади Саве Грујића                                                                                 |
|       | Михаило Ђорђевић (1850–1901)          | 28. јануар 1891.    | 2. фебруар 1891.    | Вршилац дужности министра унутрашњих послова у трећој влади Саве Грујића                                                                |
|       | Светозар Милосављевић (1845–1921)     | 2. фебруар 1891.    | 23. фебруар 1891.   | Министар унутрашњих послова у трећој влади Саве Грујића                                                                                 |
|       | Јован Ђаја (1846–1928)                | 23. фебруар 1891.   | 2. април 1892.      | Министар унутрашњих послова у првој влади Николе Пашића                                                                                 |
|       | Светозар Милосављевић (1845–1921)     | 2. април 1892.      | 21. август 1892.    | Министар унутрашњих послова у другој влади Николе Пашића                                                                                |
|       | Стојан Рибарац (1855–1922)            | 21. август 1892.    | 13. април 1893.     | Министар унутрашњих послова у првој влади Јована Авакумовића                                                                            |
|       | Светозар Милосављевић (1845–1921)     | 13. април 1893.     | 24. јануар 1894.    | Министар унутрашњих послова у првој и другој влади Лазара Докића и у четвртој влади Саве Грујића                                        |
|       | Светомир Николајевић (1844–1922)      | 24. јануар 1894.    | 27. октобар 1894.   | Министар унутрашњих послова у првој влади Ђорђа Симића и влади Светомира Николајевића                                                   |
|       | Никола Христић (1818–1911)            | 27. октобар 1894.   | 7. јул 1895.        | Министар унутрашњих послова у четвртој влади Николе Христића                                                                            |
|       | Димитрије Маринковић (1835–1911)      | 7. јул 1895.        | 29. децембар 1896.  | Министар унутрашњих послова у првој влади Стојана Новаковића                                                                            |
|       | Михаило Ђорђевић (1850–1901)          | 29. децембар 1896.  | 23. октобар 1897.   | Министар унутрашњих послова у другој влади Ђорђа Симића                                                                                 |
|       | Јеврем Андоновић                      | 23. октобар 1897.   | 11. август 1899.    | Министар унутрашњих послова у влади Владана Ђорђевића                                                                                   |
|       | Ђорђе Генчић (1861–1938)              | 11. август 1899.    | 25. јул 1900.       | Министар унутрашњих послова у влади Владана Ђорђевића                                                                                   |
|       | Лазар Поповић                         | 25. јул 1900.       | 18. фебруар 1901.   | Министар унутрашњих послова у првој влади Алексе Јовановића                                                                             |
|       | Никола Д. Стевановић                  | 18. фебруар 1901.   | 20. октобар 1902.   | Министар унутрашњих послова у другој влади Алексе Јовановића, првој и другој влади Михаила Вујића                                       |
|       | Велимир Тодоровић (1848–1920)         | 20. октобар 1902.   | 11. јун 1903.       | Министар унутрашњих послова у првој влади Петра Велимировића, првој и другој влади Димитрија Цинцар-Марковића                           |
|       | Стојан Протић (1857–1923)             | 11. јун 1903.       | 29. мај 1905.       | Министар унутрашњих послова у другој и трећој влади Јована Авакумовића и петој и шестој влади Саве Грујића и трећој влади Николе Пашића |
|       | Љубомир Стојановић (1860–1930)        | 29. мај 1905.       | 12. август 1905.    | Министар унутрашњих послова у првој влади Љубомира Стојановића                                                                          |
|       | Иван Павићевић (1869–1926)            | 12. август 1905.    | 30. април 1906.     | Министар унутрашњих послова у другој влади Љубомира Стојановића и седмој влади Саве Грујића                                             |
|       | Стојан Протић (1857–1923)             | 30. април 1906.     | 12. јун 1907.       | Министар унутрашњих послова у четвртој влади Николе Пашића                                                                              |
|       | Настас Петровић (1867–1933)           | 12. јун 1907.       | 12. април 1908.     | Министар унутрашњих послова у петој влади Николе Пашића                                                                                 |
|       | Марко Трифковић (1864–1928)           | 12. април 1908.     | 20. јул 1908.       | Министар унутрашњих послова у шестој влади Николе Пашића                                                                                |
|       | Светозар Милосављевић (1845–1921)     | 20. јул 1908.       | 29. јун 1909.       | Министар унутрашњих послова у другој влади Петра Велимировића и другој влади Стојана Новаковића                                         |
|       | Љубомир Јовановић (1865–1928)         | 29. јун 1909.       | 25. септембар 1910. | Министар унутрашњих послова у другој влади Стојана Новаковића и седмој влади Николе Пашића                                              |
|       | Стојан Протић (1857–1923)             | 25. септембар 1910. | 7. јул 1911.        | Министар унутрашњих послова у седмој влади Николе Пашића                                                                                |
|       | Марко Трифковић (1864–1928)           | 7. јул 1911.        | 12. септембар 1912. | Министар унутрашњих послова у првој и другој влади Милована Миловановића и у влади Марка Трифковића                                     |
|       | Стојан Протић (1857–1923)             | 12. септембар 1912. | 5. децембар 1914.   | Министар унутрашњих послова у осмој влади Николе Пашића                                                                                 |
|       | Љубомир Јовановић (1865–1928)         | 5. децембар 1914.   | 16. новембар 1918.  | Министар унутрашњих послова у деветој, десетој и једанаестој влади Николе Пашића                                                        |
|       | Марко Трифковић (1864–1928)           | 16. новембар 1918.  | 1. децембар 1918.   | Министар унутрашњих послова у дванаестој влади Николе Пашића                                                                            |

## Подручје Војног заповедника у Србији(1941—1944)
| Слика | Име и презиме (Године рођења и смрти) | Почетак мандата    | Крај мандата       | Странка                  | Белешка                                                                                                |
| ----- | ------------------------------------- | ------------------ | ------------------ | ------------------------ | --- |
|       | Милан Аћимовић (1898–1945)            | 30. април 1941.    | 10. новембар 1942. | Српска радикална странка | Министар унутрашњих послова у комесарској управи Милана Аћимовића и влади народног спаса Милана Недића |
|       | Танасије-Таса Динић (1890–1946)       | 10. новембар 1942. | 5. новембар 1943.  | Независни политичар      | Министар унутрашњих послова у влади народног спаса Милана Недића                                       |
|       | Милан Недић (1877–1946)               | 5. новембар 1943.  | 4. октобар 1944.   | Независни политичар      | Министар унутрашњих послова у влади народног спаса Милана Недића                                       |

## Социјалистичка Република Србија(1944—1991)
| Слика | Име и презиме (Године рођења и смрти) | Почетак мандата    | Крај мандата       | Странка                          | Белешка |
| ----- | ------------------------------------- | ------------------ | ------------------ | -------------------------------- | --- |
|       | Милентије Поповић (1913–1971)         | 18. новембар 1944. | 22. новембар 1946. | Комунистичка партија Југославије | Повереник за унутрашње послове при Председништву АСНОС-а, након тога Министар унутрашњих послова у првој Влади Благоја Нешковића |
|       | Слободан Пенезић Крцун (1918–1964)    | 22. новембар 1946. | 16. децембар 1953. | Комунистичка партија Југославије | Министар унутрашњих послова у другој влади Благоја Нешковића и првој, другој и трећој влади Петра Стамболића                     |
|       | Војин Лукић (1919–1997)               | 16. децембар 1953. | 9. јун 1962.       | Комунистичка партија Југославије | Министар унутрашњих послова у влади Јована Веселинова и влади Милоша Минића                                                      |
|       | Владан Бојанић (1919–2003)            | 9. јун 1962.       | 1963.              | Савез комуниста Југославије      | Министар унутрашњих послова у влади Слободана Пенезића Крцуна                                                                    |
|       | Милисав Лукић (1922–)                 | 1963.              | 1965.              | Савез комуниста Југославије      | Министар унутрашњих послова у влади Слободана Пенезића Крцуна и влади Драгог Стаменковића                                        |
|       | Животије Срба Савић (1921–1972)       | 1965.              | 1966.              | Савез комуниста Југославије      | Министар унутрашњих послова у влади Драгог Стаменковића                                                                          |
|       | Славко Зечевић (1921–1998)            | 1966.              | 26. октобар 1976.  | Савез комуниста Југославије      | Министар унутрашњих послова у влади Драгог Стаменковића, влади Ђурице Јојкића, влади Миленка Бојанића и влади Душана Чкребића    |
|       | Виобран Станојевић (1929–2015)        | 26. октобар 1976.  | 5. мај 1982.       | Савез комуниста Југославије      | Министар унутрашњих послова у влади Душана Чкребића и влади Ивана Стамболића                                                     |
|       | Светомир Лаловић (1934–1992)          | 5. мај 1982.       | 5. децембар 1989.  | Савез комуниста Југославије      | Министар унутрашњих послова у влади Бранислава Иконића и влади Десимира Јевтића                                                  |
|       | Радмило Богдановић (1934–2014)        | 5. децембар 1989.  | 11. фебруар 1991.  | Савез комуниста Југославије      | Министар унутрашњих послова у влади Станка Радмиловића                                                                           |

## Република Србија(1991—данас)
| Слика | Име и презиме (Године рођења и смрти) | Почетак мандата   | Крај мандата      | Странка | Белешка |
| ----- | ------------------------------------- | ----------------- | ----------------- | ------- | --- |
|       | Радмило Богдановић (1934–2014)        | 11. фебруар 1991. | 30. мај 1991.     | СПС     | Министар унутрашњих послова у влади Д. Зеленовића                                                                 |
|       | Зоран Соколовић (1938–2001)           | 30. мај 1991.     | 20. март 1997.    | СПС     | Министар унутрашњих послова у влади Д. Зеленовића, влади Р. Божовића, влади Н. Шаиновића и I влади М. Марјановића |
|       | Радован Стојичић Баџа (1951–1997)     | 20. март 1997.    | 11. април 1997.   | СПС     | Вршилац дужности министара унутрашњих послова у I влади М. Марјановића и убијен је на дужности                    |
|       | Властимир Ђорђевић (1948–)            | 11. април 1997.   | 15. април 1997.   | СПС     | Вршилац дужности министара унутрашњих послова у I влади М. Марјановића                                            |
|       | Влајко Стојиљковић (1937–2002)        | 15. април 1997.   | 9. октобар 2000.  | СПС     | Министар унутрашњих послова у I и II влади М. Марјановића                                                         |
|       | Мирко Марјановић (1937–2006)          | 9. октобар 2000.  | 24. октобар 2000. | СПС     | Вршилац дужности министара унутрашњих послова у II влади М. Марјановића                                           |
|       | Стеван Никчевић (1961–)               | 24. октобар 2000. | 25. јануар 2001.  | СПО     | Колегијум министра унутрашњих послова у влади М. Минића                                                           |
|       | Божидар Прелевић (1959–)              | 24. октобар 2000. | 25. јануар 2001.  | ДОС     | Колегијум министра унутрашњих послова у влади М. Минића                                                           |
|       | Слободан Томовић (1946–)              | 24. октобар 2000. | 25. јануар 2001.  | СПС     | Колегијум министра унутрашњих послова у влади М. Минића                                                           |
|       | Душан Михајловић (1948–)              | 25. јануар 2001.  | 3. март 2004.     | ЛС      | Министар унутрашњих послова у влади З. Ђинђића и влади З. Живковића                                               |
|       | Драган Јочић (1960–)                  | 3. март 2004.     | 7. јул 2008.      | ДСС     | Министар унутрашњих послова у I и II влади Војислава Коштунице                                                    |
|       | Ивица Дачић (1966–)                   | 7. јул 2008.      | 27. април 2014.   | СПС     | Министар унутрашњих послова у влади М. Цветковића и влади И. Дачића                                               |
|       | Небојша Стефановић (1976–)            | 27. април 2014.   | 28. октобар 2020. | СНС     | Министар унутрашњих послова у I и II влади А. Вучића и I влади А. Брнабић                                         |
|       | Александар Вулин (1972–)              | 28. октобар 2020. | 26. октобар 2022. | ПС      | Министар унутрашњих послова у II влади А. Брнабић                                                                 |
|       | Братислав Гашић (1967–)               | 26. октобар 2022. | 2. мај 2024.      | СНС     | Министар унутрашњих послова у III влади А. Брнабић                                                                |
|       | Ивица Дачић (1966–)                   | 2. мај 2024.      | Функцију обавља   | СПС     | Министар унутрашњих послова у влади Милоша Вучевића                                                               |

## Напомена
- Сви датуму су истакнути по Грегоријанском календару, иако се Јулијански календар у Србији / Краљевини СХС користио све до јануара 1919. када се прешло на званично коришћење "новог" календара.
- У периоду од 1815, када је завршен Други српски устанак, до 1834. нико није обављао функцију Министра унутрашњих послова јер само министарство као ни влада (министарски савет) у Србији у том периоду није постојало у неком конкретном облику јер је кнез Милош Обреновић у том периоду владао ауторитативно и сва извршна власт је била у његовој надлежности.
- Иако је Социјалистичка Република Србија (у оквиру Демократске Федеративне Југославије) званично проглашена 9. априла 1945, она је заправо постојала од новембра 1944. када је ослобођена Србија од стране припадника Црвене армије и Партизанског покрета.